# Enrique de Bergen

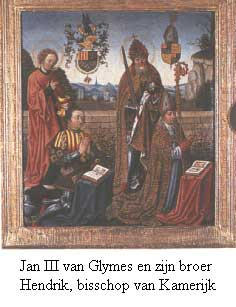
Jean III de Glymes y su hermano Enrique obispo de Kamerijk

Hendrik van Bergen, castellanizado Enrique de Bergen, en francés: Henri de Bergues (Bergen op Zoom, julio de 1449-Le Cateau-Cambrésis, 7 de octubre de 1502) fue un clérigo holandés, obispo de Kamerijk (Cambrai) desde 1480 hasta su muerte.
Era hijo de Jean II de Glymes, señor de Bergen op Zoom, y hermano de Jean III de Glymes y de Antonio de Bergen, abad de Saint-Bertin y consejero de Felipe el Hermoso. Hecho canónigo de Lieja en 1473 y obispo coadjutor en 1479, en 1480 fue nombrado obispo de Cambrai. En 1493 se convirtió en canciller de la Orden del Toisón de Oro y primer consejero de Felipe el Hermoso, cuyo matrimonio con Juana de Castilla consagró en Lier en 1496. También en 1493 Erasmo abandonó la vida monástica en Steyn para seguir a Bergen como su secretario y posteriormente pudo marchar a estudiar teología en la Universidad de París merced a un estipendio que le concedió el obispo. A finales de 1501 Bergen acompañó a Felipe y Juana en su viaje a Castilla para ser jurados herederos de la corona, pero con su lealtad a Juana provocó el enojo de Felipe que acabó expulsándolo de su séquito y ordenándole el regreso a los Países Bajos.